# Persone transgender nella Germania nazista

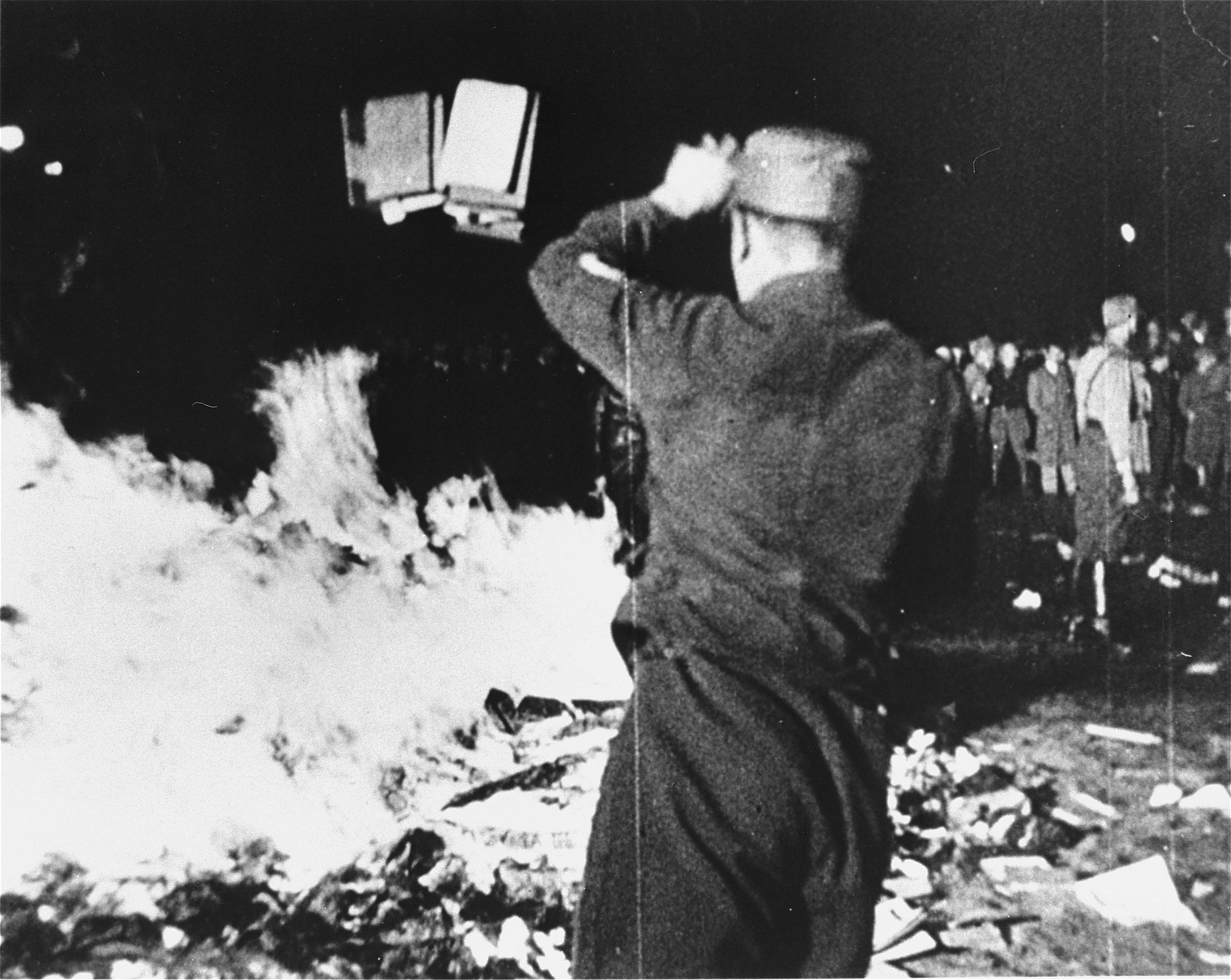
Il 10 maggio 1933 vengono bruciati in piazza Bebelplatz decine di migliaia di libri, tra cui quelli sottratti all'Istituto per le scienze sessuali.

Nella Germania nazista, le persone transgender venivano perseguitate, escluse dalla vita pubblica, costrette a cambiare sesso, imprigionate e uccise nei campi di concentramento. Sebbene alcuni fattori, come il fatto di essere considerati "ariani", eterosessuali rispetto al sesso di nascita o capaci di svolgere un lavoro utile, potessero potenzialmente migliorare le loro condizioni, le persone transgender furono in gran parte private dello status legale dallo Stato Nazista.
Durante l'Impero tedesco (dal 1871 al 1918) e la Germania di Weimar (dal 1918 al 1933), esistevano leggi come il "Paragrafo 183" che venivano utilizzate per perseguire penalmente le persone transgender; tuttavia, queste leggi venivano applicate in modo arbitrario, lasciando spesso le persone transgender vulnerabili alle decisioni dei singoli agenti di polizia. Nel 1908, grazie all'impegno di Magnus Hirschfeld, la Germania diede la possibilità alle persone transgender di ottenere il lasciapassare per travestiti, cosa che avrebbe potuto proteggerle dalle conseguenze legali derivanti dal fatto di essere pubblicamente transgender. Dalla fine della prima guerra mondiale fino al 1933, le persone transgender hanno goduto di libertà e diritti senza precedenti. Grandi passi avanti furono fatti nella medicina transgender attraverso l'Istituto per le Scienze Sessuali e la cultura transgender fiorì a Berlino.
Dopo il colpo di Stato prussiano del 1932 e la presa del potere da parte dei nazisti nel 1933, i movimenti, i luoghi di ritrovo e le istituzioni transgender, come il primo movimento omosessuale, i night club Eldorado e l'Istituto per la scienza sessuale, furono sciolti, spesso con la forza. Sia gli uomini che le donne transgender furono presi di mira dall'applicazione degli articoli 175 e 183 e i loro lasciapassare da travestiti revocati o ignorati. Libri e testi riguardanti esperienze o medicina transgender vennero distrutti perché considerati "non tedeschi".
Le persone transgender vennero imprigionate e uccise nei campi di concentramento, anche se il numero esatto delle vittime resta sconosciuto. Secondo lo storico Laurie Marhoefer, "Lo stato nazista ha riservato la sua peggiore forma di violenza alle donne trans". Secondo il Museum of Jewish Heritage, il governo tedesco "ha preso di mira brutalmente la comunità trans, deportando molte persone trans nei campi di concentramento e spazzando via le vivaci strutture della comunità".

## Terminologia
Il termine transgender, un termine affine all'anglo-tedesco, fu coniato solo nel 1965 e fu universalmente accettato a partire dagli anni '90. Il termine tedesco transsexualismus (adattato in italiano con il termine transessuale) fu coniato per la prima volta nel 1923 da Magnus Hirschfeld, anche se bisognò attendere il lavoro di Harry Benjamin, circa 30 anni dopo, per assistere ad una sua più ampia diffusione. Prima di questi termini, in tedesco si usava il termine transvestit (lett. "transvestite", maschile), per riferirsi a individui transfemminili, e il termine travestititin (lett. "transvestite", femminile), usato per riferirsi a individui transmascolini. In parte perché non era diffuso alcun termine alternativo, la maggior parte delle persone transgender occidentali di questo periodo si identificavano come "travestiti". La letteratura moderna sull'argomento utilizza ampiamente il termine "transgender" per riferirsi a questi individui, così da descriverne più accuratamente l'identità di genere. Secondo Joanne Meyerowitz e altri studiosi dell'argomento, era difficile se non addirittura impossibile sapere quali pronomi le persone transgender o travestite del tempo avrebbero preferito adoperare, pertanto venivano usati i pronomi che si allineavano con ciò che era noto della loro presentazione di genere (ad esempio, he/his o egli/lui, per gli individui che si presentavano al maschile, e she/her o ella/lei, per gli individui che si presentavano al femminile).

## Contesto

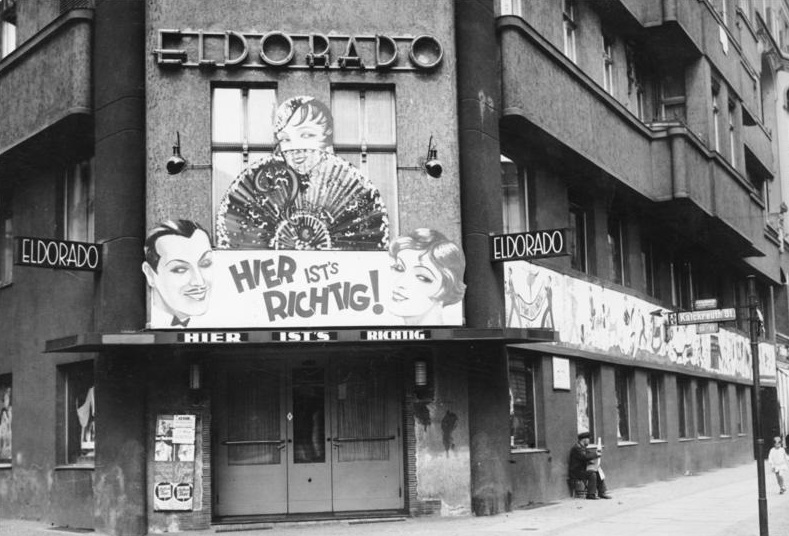
Uno dei famosi nightclub Eldorado di Berlino, che spesso ospitava artisti transgender e permetteva il travestitismo, mentre espone lo slogan Hier ist's richtig! ("È proprio qui!").

Nella Repubblica di Weimar, governo che amministrò la Germania dalla fine della prima guerra mondiale (1918) fino alla presa del potere da parte di Adolf Hitler (1933), le persone transgender ottennero diritti e libertà senza precedenti in Europa e furono fatti molti progressi iniziali nella medicina transgender. La figura chiave di questi progressi fu il medico e sessuologo ebreo-tedesco Magnus Hirschfeld, fondatore del Comitato scientifico-umanitario nel 1897 (principale organizzazione dedicata alla depenalizzazione dell’omosessualità) e l'Institut für Sexualwissenschaft (Istituto per la Scienza Sessuale) nel 1919. Altri importanti attivisti per i diritti delle persone transgender del periodo furono Friedrich Radszuweit, editore e autore che fondò il Bund für Menschenrecht (Federazione per i Diritti Umani) per sostenere i diritti dei gay e dei transgender nel 1920, e Max Spohr, tra i primi editori a stampare la rivista periodica LGBTQIA+ "Der Eigene".

### Situazione sociale

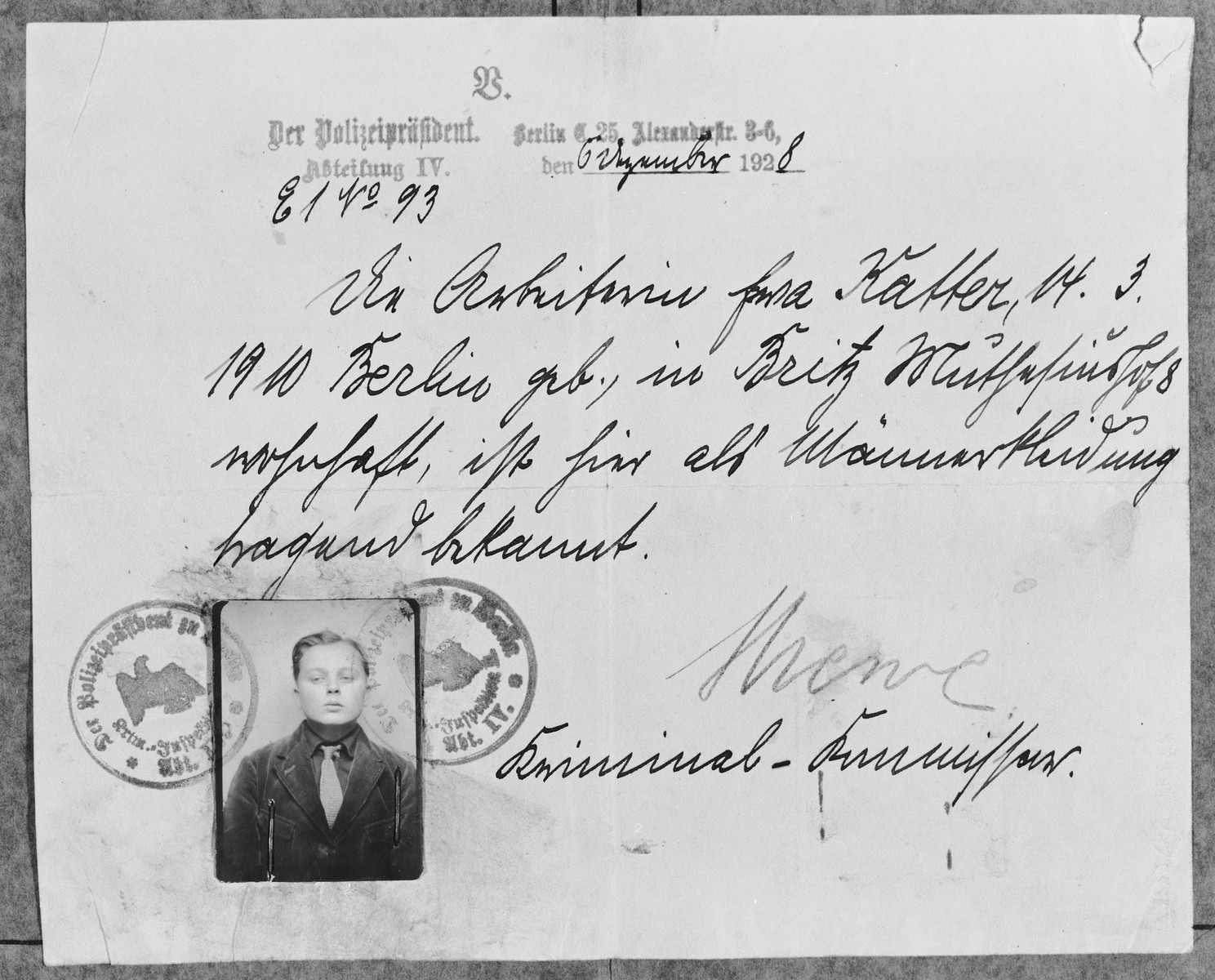
Un lasciapassare per travestiti rilasciato a Gerd Katter dalla polizia di Berlino nel 1928.

Sotto l'Impero tedesco, prima della Prima Guerra Mondiale, non esisteva alcuna legge che mettesse esplicitamente al bando l'essere transgender, a differenza di quanto contenuto nel paragrafo 175 che rendeva illegale l'omosessualità tra uomini. Il paragrafo 183, invece, ha messo al bando il travestitismo in pubblico e, insieme al paragrafo 360 (una legge contro il disturbo della quiete pubblica), è stato talvolta utilizzato contro le persone transgender; tuttavia, queste leggi potevano essere applicate solo nel caso in cui fosse stato possibile accertarsi che ci fosse stato un disturbo della quiete pubblica. In pratica, queste leggi non potevano essere applicate alle persone transgender che potevano "passare" per il loro genere d'elezione. Questo portò ad un’applicazione arbitraria delle leggi e le persone apertamente transgender o gender-queer in Germania vissero sotto la costante minaccia di ritorsioni legali da parte dei singoli ufficiali di polizia tedeschi. Nel 1908 Hirschfeld discusse la questione con la polizia di Berlino e li convinse a lasciare che le persone transgender ottenessero il lasciapassare per travestiti, così da evitare loro conseguenze legali per il travestitismo. Fu uno dei primi esempi di riconoscimento legale per le persone transgender.
A causa delle leggi meno restrittive e della cultura LGBT-friendly della Berlino degli anni '20, conosciuti come gli "Anni d'Oro", [23][24] la cultura transgender iniziò a fiorire in città e Berlino divenne nota come la capitale queer del mondo. [23][24] Nel 1930 venne pubblicata la prima rivista transgender al mondo, Das 3 Geschlecht (Il Terzo Genere), dalla casa editrice berlinese Friedrich Radszuweit, così come Die Freundin (La Ragazza), una rivista lesbica che spesso pubblicava articoli per donne transgender. In risposta alla difesa di Hirschfeld e di altri del primo movimento omosessuale, la Repubblica di Weimar arrivò addirittura a consentire il cambio legale del nome per le persone transgender.
Berlino era famosa in questo periodo anche per la sua vita notturna queer e per i club-cabaret per travestiti, il più noto dei quali era l'Eldorado, ma anche locali meno famosi come il Mikado, popolare tra gli artisti transgender. "Eldorado" era il nome di almeno cinque club conosciuti a Berlino che ospitavano artisti transgender, luoghi di ritrovo popolare per la comunità LGBT di Berlino e per i clienti eterosessuali. Il primo di questi club fu aperto nel marzo 1924 da Ludwig Konjetschni, che in seguito possedette tre sedi con il nome Eldorado, almeno due delle quali note per essere state specificamente destinate al pubblico gay. I club Eldorado, noti in tutto il mondo, attiravano un turismo di caratura internazionale. Sebbene i club fossero concentrati principalmente a Berlino, è noto che durante questo periodo esistessero altri club simili nella maggior parte delle principali città tedesche:
- Hannover: l'unico club noto che usasse il nome Eldorado fuori Berlino, esisteva ad Hannover nei primi anni '30. Chiuse dopo appena sei mesi di attività.
- Colonia: il club Dornröschen ospitava artisti transgender di nome Tilla e Resi.
- Amburgo: nota per avere un certo numero di locali di intrattenimento adatti alle persone transgender.

### Progresso medico

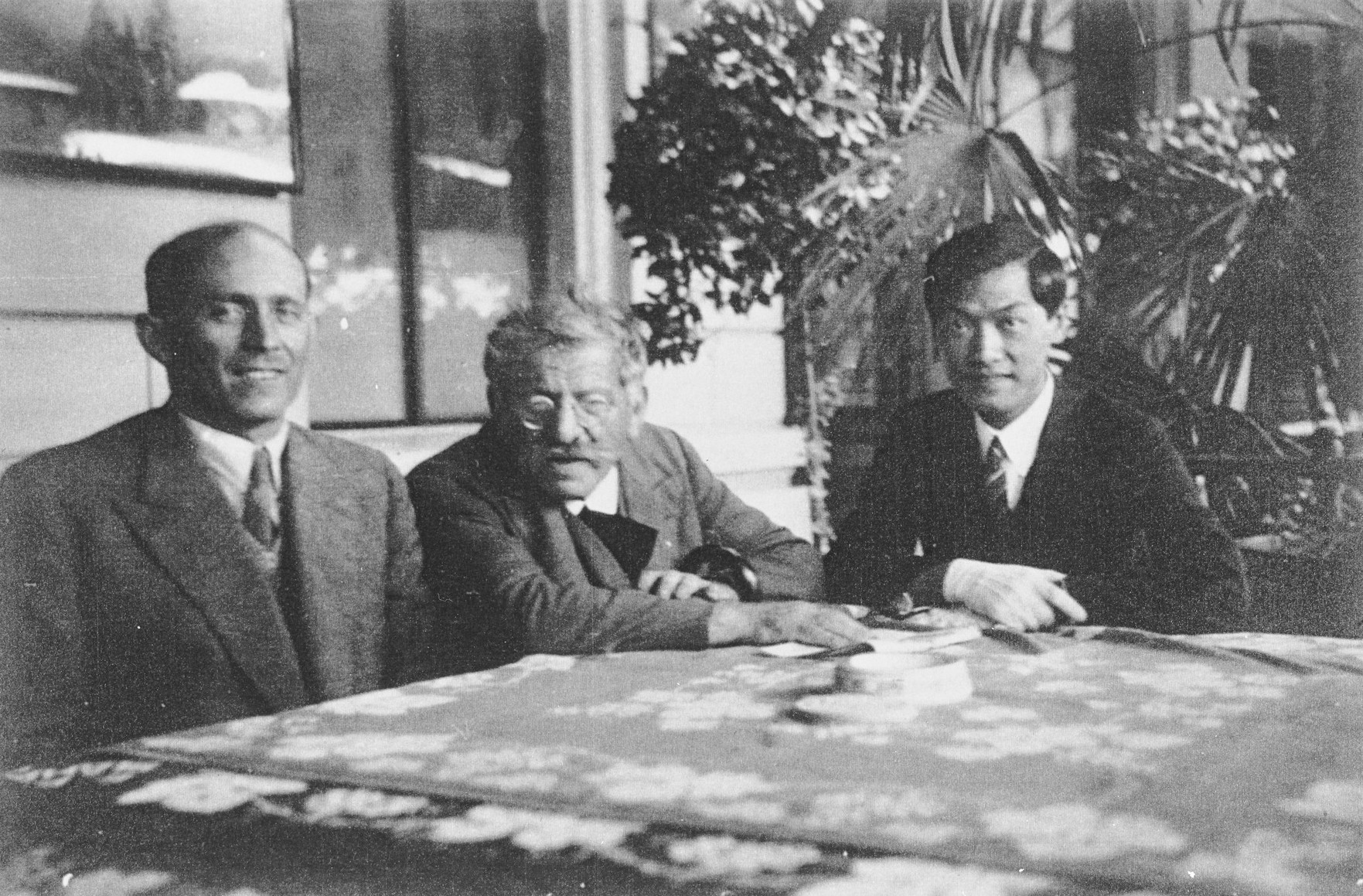
Bernhard Schapiro, Magnus Hirschfeld e Li Shiu Tong a Berlino (inizio anni '30).

Oltre a una più diffusa accettazione culturale, Berlino è diventata anche un focolaio di ricerca sulla medicina transgender. L'Istituto per la scienza sessuale, situato a Berlino, ha condotto alcuni dei primi studi accademici sulla medicina transgender [31] e venne accreditato per aver eseguito alcune delle prime cure di affermazione di genere, tra cui la terapia ormonale sostitutiva. Ludwig Levy-Lenz, Erwin Gohrbandt e altri chirurghi associati all'istituto hanno eseguito interventi di affermazione di genere, tra cui le prime versioni di femminilizzazione facciale e di riassegnazione del sesso su donne trans, così come interventi di mascolinizzazione facciale, di mascolinizzazione toracica, isterectomia e ovariectomia su uomini trans. [33][34][35] Dora Richter, la prima donna transgender conosciuta ad aver ricevuto un intervento di riassegnazione del sesso, lo ha ricevuto tramite l'istituto, così come Lili Elbe, Toni Ebel, Gerd Katter e molte altre persone transgender note di questo periodo. Levy-Lenz disse durante il suo periodo all'istituto: "Non ho mai operato pazienti più riconoscenti".
L’Istituto ha raccolto moltissimi dati sulla condizione transgender attraverso interviste, sondaggi e studi clinici e la sua ricerca è stata una delle prime a differenziare l’identità di genere dall’orientamento sessuale. Nella sua ricerca per l'istituto, Hirschfeld si riferiva alle persone transgender come "travestiti totali" o "travestiti estremi" già negli anni '20, differenziandoli in particolare dai travestiti, oltre ad affermare la sua convinzione che esistessero naturalmente persone che avevano "caratteristiche che non rientravano nelle categorie eterosessuali o binarie ". L'istituto era anche uno dei pochi ad assumere apertamente persone transgender in cerca di lavoro, soprattutto come receptionist o cameriere; sia Toni Ebel che Dora Richter sono note per aver trovato lavoro presso l'istituto in questo modo.

### Primi passi indietro
Il movimento omosessuale e l'Istituto per la scienza sessuale erano spesso presi di mira dai conservatori come il partito nazista e le chiese cattoliche e protestanti, che accusavano i movimenti di "degenerazione", di andare contro i valori della famiglia e di promuovere idee "non tedesche". Un bersaglio particolare dell'ira conservatrice erano le pubblicazioni e le riviste LGBT, che venivano raggruppate con le riviste pornografiche come "letteratura sporca". Leggi come l'Harmful Publications Act del 1926 furono promosse dai movimenti conservatori nel tentativo di limitare o regolamentare i contenuti di queste pubblicazioni.
Anche Hirschfeld stesso fu preso di mira sia politicamente che dalla stampa. Dopo essere stato fisicamente aggredito e picchiato a Monaco nel 1921, un articolo di un giornale nazionalista lo citò, minacciandolo che "la prossima volta gli avrebbero potuto schiacciare il cranio". Nel 1929 Der Stürmer lo raffigurò in una vignetta di Philipp Rupprecht e lo attaccò per le sue idee sul sesso, la sua sessualità e le sue origini ebraiche.

## Saccheggio dell'Institutfür Sexualwissenschaft

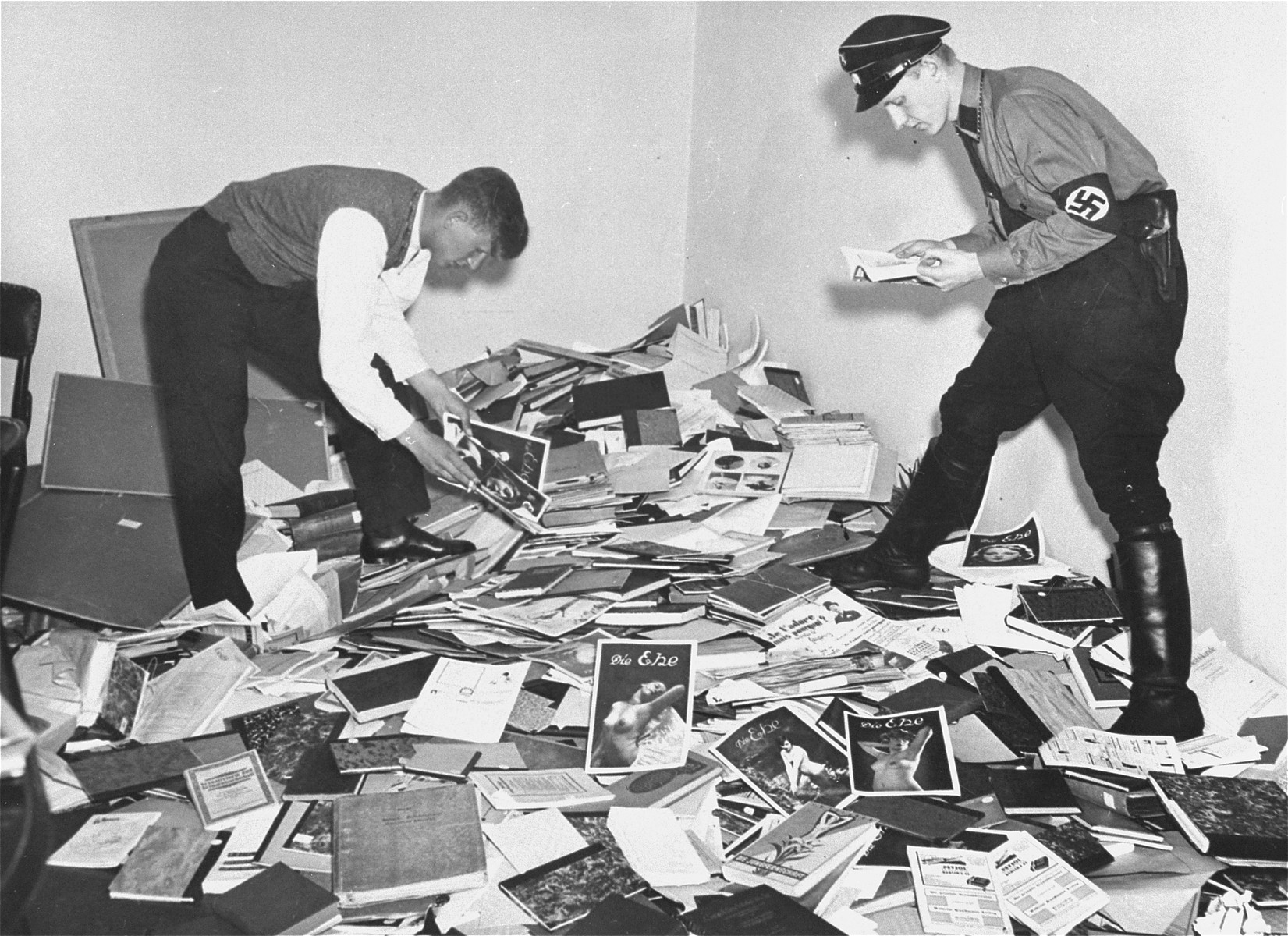
Un membro della Sturmabteilung e uno studente esaminano il materiale prelevato dalla biblioteca personale di Magnus Hirschfeld, direttore dell'Istituto per le scienze sessuali, il 6 maggio 1933, giorno in cui l'istituto fu perquisito e distrutto.

L'inizio della fine degli "Anni d'Oro" di Berlino avvenne il 20 luglio 1932, quando Franz Von Papen orchestrò il colpo di Stato prussiano del 1932 e assunse il controllo dello Stato libero di Prussia in qualità di Commissario del Reich. Berlino si trovava in Prussia e Papen, cattolico conservatore, iniziò a far rispettare più severamente il paragrafo 175 e altre leggi anti-omosessualità e anti-travestitismo nella regione. Il governo di Papen tentò di chiudere del tutto le tipografie che stampavano "letteratura sporca", sebbene i tribunali non fossero disposti a collaborare con alcun tentativo di condanna e lo sforzo di chiudere le pubblicazioni fu temporaneamente interrotto.
Il 30 gennaio 1933 Adolf Hitler, leader del Partito Nazista, salì al potere come cancelliere della Germania. Il suo governo represse i movimenti gay e trans in Germania. Il 6 maggio 1933, un gruppo di studenti appartenenti alla Lega degli Studenti Nazionalsocialisti Tedeschi, accompagnati da una banda di ottoni, marciarono verso l'Institut für Sexualwissenschaft. Non avendo trovato Hirschfeld che era all'estero, gli studenti iniziarono a gridare "Brenne Hirschfeld!" ("Bruciate Hirschfeld!") mentre saccheggiavano e vandalizzavano l'Istituto, strappando quadri dai muri, versando calamai sui tappeti e distruggendo le mostre mentre la banda suonava all'esterno. Alcuni studenti scattarono foto di propaganda in mezzo alla distruzione. Quel pomeriggio, la Sturmabteilung (SA) arrivò e confiscò sistematicamente i materiali dell'Istituto, tra cui migliaia di libri e documenti della biblioteca e dell'archivio. Gli unici documenti risparmiati furono le migliaia di questionari medici raccolti da Hirschfeld, sia perché il personale dell'istituto riuscì a convincere la SA che i documenti erano semplici profili medici, sia perché erano fisicamente troppi per essere trasportati all'esterno. Si è creduto a lungo che Dora Richter fosse stata assassinata nell'attacco finché non è stata scoperta una traccia cartacea della sua vita dopo il 1933.
L'istituto fu chiuso e non riaprì mai più. Quattro giorni dopo, il 10 maggio 1933, circa 25.000 libri dell'istituto, molti dei quali contenevano approfondimenti unici sulla storia e la medicina transgender, furono bruciati nelle vicinanze di Bebelplatz Square. Hirschfeld rimase in esilio in Francia fino alla sua morte nel 1935, piuttosto che tornare in Germania per affrontare la persecuzione in quanto uomo gay ed ebreo. La sua immagine sarebbe stata successivamente ampiamente riprodotta per l'uso nella propaganda nazista, citandolo come un prototipo di ebreo.] Dopo la chiusura dell'istituto, alcuni membri del suo personale, come Ludwig Levy-Lenz (anch'egli ebreo), fuggirono dalla Germania per trovare sicurezza nell'esilio. Altri, invece, tra cui Erwin Gohrbandt, si dedicarono alla collaborazione con il Regime Nazista. [35] Gohrbandt in particolare si unì alla Luftwaffe come consulente medico e in seguito contribuì alla sperimentazione umana nel campo di concentramento di Dachau, dove è noto che persone transgender come quelle che una volta aveva curato furono tenute prigioniere e assassinate.

## Le opinioni naziste sulle persone transgender
In generale, l’ideologia nazista considerava le identità transgender, non binarie o non conformi al genere come malattie mentali che potevano (e dovevano) essere curate. Uno degli obiettivi sociali del governo nazista era quello di ripristinare e far rispettare i tradizionali ruoli di genere conservatori all'interno della società tedesca rispetto alla più aperta Germania di Weimar, il che significava sopprimere le identità transgender e quelle non conformi al genere come le lesbiche butch e gli uomini gay effeminati. All'interno del sistema legale, il travestitismo o l'avere un'identità transgender era spesso considerati un fattore aggravante in un caso di omosessualità, facendo sì che le donne transgender affrontassero condanne ancora più severe rispetto a quelle che avrebbero dovuto affrontare se fossero state semplicemente considerate uomini omosessuali. Le persone transgender potevano affrontare persecuzioni anche se le autorità naziste non le consideravano omosessuali.
Sebbene le donne transgender nella Germania nazista fossero trattate come uomini travestiti dalla legge e dalle forze dell'ordine e fossero spesso arrestate e processate ai sensi dello stesso paragrafo 175 degli uomini omosessuali, Laurie Marhoefer fa notare che "gli ufficiali nazisti non pensavano semplicemente che le donne trans fossero uomini gay". Bodie Ashton, professore di storia tedesca e LGBT all'Università di Erfurt, ha definito la comprensione delle persone transgender da parte del governo nazista "ampiamente incoerente", sostenendo che il governo generalmente non fece alcun tentativo di comprendere gli individui transgender.

## La vita transgender sotto il regime nazista

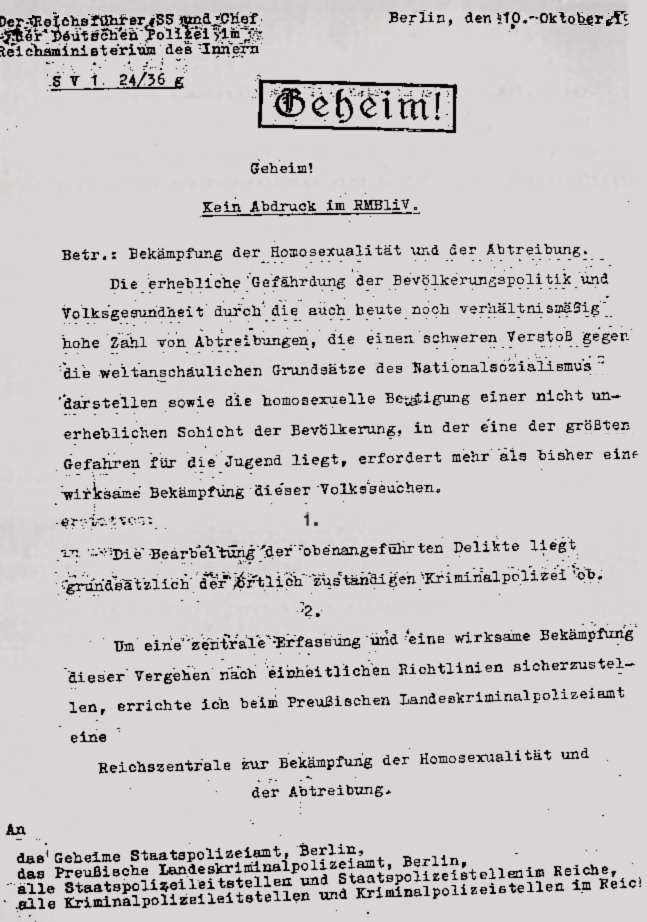
L'ordine del 1936 di Heinrich Himmler che istituiva l'Ufficio centrale del Reich per la lotta all'omosessualità e all'aborto.

### Persecuzione
Il 10 ottobre 1936, con decreto di Heinrich Himmler fu creato il Reichszentrale zur Bekämpfung der Homosessualität und der Abtreibung (Ufficio centrale del Reich per la lotta all'Omosessualità e all'Aborto) per stabilire le linee guida della persecuzione dell'omosessualità e delle persone transgender. Tuttavia, il dipartimento per l'omosessualità della Gestapo manteneva una certa autorità anche nel campo delle persone transgender. In particolare, l'Ufficio centrale del Reich per la lotta all'Omosessualità e all'Aborto fu incaricato di "collaborare alla progettazione del trattamento da parte della polizia di sicurezza dei degenerati sessuali", come "travestiti, feticisti e altri".
Secondo il Museum of Jewish Heritage, il governo nazista "prese di mira brutalmente la comunità trans, deportando molte persone nei campi di concentramento e cancellando le vivaci strutture della comunità". Le persone transgender (in particolare gli individui da uomo a donna) venivano spesso perseguitate ai sensi dello stesso paragrafo 175 che era ampiamente utilizzato per colpire gli omosessuali, sebbene esistano casi noti di individui accusati ai sensi del solo paragrafo 183, una legge sull'indecenza pubblica che veniva utilizzata come divieto di travestitismo. Il governo nazista chiuse numerose riviste pubblicate da persone transgender, anche se alcune, come Das 3. Geschlecht era già stata chiusa nel 1933 dopo la morte di Friedrich Radszuweit, nel marzo 1932. Su ordine di Franz Von Papen, nell'estate del 1932, vennero effettuate una serie di retate nei bar gay, lesbo e transgender e venne annunciato che questi locali non avrebbero più potuto acquisire permessi per ballare. Si ritiene che all'inizio del 1933 tutti i locali notturni Eldorado siano stati chiusi. Sotto il regime nazista, la stragrande maggioranza dei permessi per travestiti rilasciati alle persone transgender durante il regime di Weimar vennero revocati o, in molti casi, semplicemente ignorati dalla polizia.
Anche la razza ha avuto un ruolo importante nel trattamento riservato alle persone transgender sotto il regime nazista. Secondo lo storico Zavier Nunn, le persone trans potevano essere risparmiate dal peggio della violenza nazista se considerate ariane e non omosessuali (cioè, se attratte esclusivamente dal sesso opposto a quello assegnato loro alla nascita). Inoltre, le loro circostanze potevano essere mitigate se capaci di svolgere un lavoro utile. Nunn fornisce lo studio di un caso particolare relativo ad una lesbica transgender conosciuta come R., considerata ariana dai nazisti, non omosessuale e brava lavoratrice, che fu arrestata nel 1938 ma rilasciata dopo due anni di prigione con l'ipotesi che avrebbe abbandonato la transizione. R. rinnegò, continuando i suoi comportamenti non conformisti, e nel 1941 fu nuovamente arrestata. Il 10 novembre 1941, R. fu trasferita al Centro medico di Berlino-Wittenau per sottoporsi a una terapia di conversione in modo da poter "diventare un membro attivo della Volksgemeinschaft". Rimase a Wittenau fino alla sua morte avvenuta per sospetto suicidio il 12 marzo 1943

### Identificazione
In parte per la difficoltà intrinseca di identificare le persone transgender che potevano "passare" per il proprio genere d'elezione, in parte per la complessità di individuare le persone non conformi al genere che potevano però conformarsi solo in pubblico, il governo nazista si è affidato molto alle denunce di cittadini privati (spesso vicini) per perseguitare le persone transgender. In quel periodo in Germania era diffusa la convinzione che le persone transgender fossero "ingannevoli", poiché vivevano la loro vita "sotto mentite spoglie", il che spinse alcuni tedeschi a denunciarle al governo nazista. Durante la prima guerra mondiale, questa convinzione era così onnipresente che le organizzazioni transgender esortavano i loro membri a indossare abiti associati al loro sesso di nascita, per il bene della loro sicurezza personale. [66] Tuttavia, molti tedeschi erano semplicemente motivati a denunciare le persone queer e transgender a causa della loro fede personale nell’ideologia nazista e del desiderio di rendere realtà lo stato nazista idealizzato.

### Prigionia nei campi di concentramento
Molte persone transgender furono imprigionate e uccise nei campi di concentramento nazisti, anche se non si sa esattamente quante furono uccise o morirono a causa dei maltrattamenti subiti. In particolare, poiché le donne transgender eterosessuali erano considerate dai nazisti come un sottoinsieme o una variante degli uomini omosessuali (una sessualità le cui manifestazioni in Germania i nazisti miravano a sopprimere completamente), esse erano particolarmente prese di mira. Anche nei casi in cui gli individui transgender non venivano uccisi o imprigionati nei campi di concentramento, a loro, con poche eccezioni, era vietato essere transgender nella vita pubblica, e c'è almeno un caso registrato di un tedesco transgender spinto al suicidio a causa della sua detransizione forzata. È noto anche che singoli distretti e circoscrizioni hanno adottato misure specifiche contro le persone transgender; ad esempio, l'11 novembre 1933, la città di Amburgo ha emesso un ordine specifico al suo dipartimento di polizia di "osservare in particolare i travestiti e, se necessario, di inviarli nei campi di concentramento".
Lo storico Laurie Marhoefer, in una discussione sulla persecuzione delle persone trans da parte del regime nazista, notò che "lo stato nazista riservava la sua peggiore violenza alle donne trans". Un prigioniero gay e sopravvissuto al campo di concentramento di Lichtenburg di nome Kurt von Ruffin ha ricordato che i funzionari del campo spesso trattavano le persone trans con particolare disprezzo. Le donne transgender che arrivavano al campo venivano "spogliate dei loro abiti femminili e poi umiliate, insultate e picchiate". Von Ruffin ha ricordato di aver sentito di un'occasione in cui una donna transgender era stata costretta a spogliarsi, poi le avevano spinto la testa con la forza in una latrina sporca finché non annegò.
Lucy Salani è stata l'unica persona transgender italiana conosciuta ad essere sopravvissuta alla prigionia nei campi di concentramento, tra cui il campo di concentramento di Dachau. Morì nel 2023. [62] Si sa che almeno una donna trans austriaca, di nome Bella P., è stata imprigionata in un campo di concentramento dopo una condanna ai sensi di una legge che punisce la "fornicazione innaturale". Un'altra donna trans, conosciuta solo come "H. Bode" è nota per essere stata uccisa nel campo di concentramento di Buchenwald.
In un esempio degno di nota, una donna transgender e sex-worker tedesca, Liddy Bacroff, presentò una richiesta di castrazione "volontaria" il 4 aprile 1938, in seguito a un arresto per travestitismo e per essere uscita con un uomo in un ristorante. Recidiva trasgreditrice delle leggi tedesche anti-omosessualità e anti-prostituzione, incluso il paragrafo 175, Bacroff chiese "di essere guarita dalla mia passione malata che mi ha condotto sulla strada della prostituzione". Fu esaminata da Wilhelm Reuss, un medico legale del Dipartimento sanitario di Amburgo, che concluse che "H. è un travestito per suo [sic] nucleo. Di conseguenza il suo intero habitus è femminile e infantile, la voce eunucoide". [65] Egli ipotizzò inoltre che la castrazione avrebbe solo incoraggiato Barcroff, poiché non era mai stata la partner penetrante nel suo lavoro sessuale. Il rapporto di Reuss era di fatto una condanna a morte. Bacroff fu successivamente rinchiusa in prigione e, alla fine del 1942, fu trasferita al campo di concentramento di Mauthausen, dove fu uccisa il 6 gennaio 1943.
È noto che anche gli uomini transgender furono presi di mira nella Germania nazista, sebbene il loro trattamento fosse per certi aspetti diverso da quello delle donne transgender, e alcuni riuscirono persino a continuare la loro vita in pubblico. Un uomo trans, conosciuto con i soprannomi maschili "Kleener" e "Dicker", fu arrestato per travestitismo nell'agosto del 1940, ma fu rilasciato dopo aver promesso di indossare abiti femminili in pubblico. Nel 1940 un impiegato delle poste noto come Gerd W., un uomo transgender, presentò una petizione per ottenere la restituzione del suo lasciapassare da travestito, dopo essersi sentito infelice nel tentativo di vivere come una donna. Sebbene il suo lasciapassare da travestito non gli fosse stato restituito, gli fu concesso il permesso di vestirsi da uomo a patto che non avesse rapporti sessuali con donne. [90] A un altro uomo transgender, Gerd Kubbe, venne revocato il permesso di travestitismo nel 1933. Fu arrestato nel gennaio 1938 per travestitismo, messo in "custodia protettiva" su ordine di Reinhard Heydrich e imprigionato nel campo di concentramento di Lichtenburg. Tuttavia, nell'ottobre del 1938, anche lui fu rilasciato, il suo lasciapassare da travestito gli fu restituito e gli fu persino concesso un permesso speciale dalla Gestapo per continuare a indossare abiti maschili e usare un nome maschile, sebbene gli fosse vietato usare i bagni pubblici mentre indossava abiti maschili.
Esistono molte questioni aperte circa l'incarcerazione delle persone transgender nei campi di concentramento nazisti. Non si sa, ad esempio, esattamente quante persone transgender siano state uccise nei campi di concentramento. Alcuni documenti riguardanti le persone transgender inviate nei campi di concentramento sono vaghi e indeterminati. Nel caso della trans tedesca e proprietaria di un club, Toni Simon, il documento finale del suo fascicolo la definisce un "pericolo per i giovani" e raccomanda di inviarla in un campo di concentramento come "assolutamente necessario", senza ulteriori informazioni sul suo destino. Fritz Kitzing, un individuo a cui era stato assegnato il sesso maschile alla nascita ma che in diversi momenti della sua vita era stato presentato sia come femmina che come maschio, fu denunciato da uno dei suoi vicini nel 1935 come transgender e fu imprigionato senza processo a Lichtenburg e in seguito a Sachsenhausen dopo essere stato etichettato dalla Gestapo come "un travestito della peggior specie". Furono rilasciati brevemente nel 1938, ma vennero nuovamente arrestati con l'accusa di "propaganda di atrocità" per aver inviato una lettera in cui raccontavano le loro esperienze nei campi di concentramento a un amico a Londra, dopo la quale non si hanno più notizie di loro.

## Riconoscimento e ricordo

### Riconoscimento
Il termine "transgender" è stato ampiamente riconosciuto come una forma di "identità" solo a partire dalla fine del XX secolo, e la lotta per il riconoscimento legale e i diritti delle persone transgender è un movimento in corso. Nel 2023 lo storico Laurie Marhoefer ha osservato: "Fino a pochi anni fa, c'erano state poche ricerche sulle persone trans sotto il regime nazista". Pertanto, solo negli anni tra il 2010 e il 2020 le persone transgender hanno iniziato a essere riconosciute come vittime dei nazisti e dell'Olocausto.
Il 23 giugno 2017 il Bundestag tedesco ha votato per risarcire le vittime del paragrafo 175. A coloro che sono stati colpiti dalla legge è stata revocata la condanna ed è stato riconosciuto un risarcimento di 3.000 euro (3.350 dollari in USD) più altri 1.500 euro (1.675 dollari in USD) per ogni anno trascorso in prigione.
Il 27 gennaio 2023 il governo tedesco ha dedicato la sua commemorazione annuale dell’Olocausto alle vittime lesbiche, bisessuali, gay e transgender dell’Olocausto. Questa è stata la prima volta in cui il governo tedesco ha concesso il riconoscimento ufficiale alle persone transgender come vittime dell'Olocausto. In un discorso pronunciato in occasione della commemorazione, la presidente del Bundestag tedesco Bärbel Bas ha dichiarato: "Per la nostra cultura della memoria, è importante che raccontiamo le storie di tutte le vittime della persecuzione, che rendiamo visibile la loro ingiustizia, che riconosciamo la loro sofferenza". Le persone transgender sono state riconosciute o commemorate come vittime dell'Olocausto anche dalla Human Rights Campaign, Amnesty International, il Parlamento europeo, il Museum of Jewish Heritage, [68] e le Nazioni Unite.

### Negazionismo
Nel 2022 il tribunale regionale di Colonia ha stabilito che negare che le persone transgender siano state vittime dei nazisti si qualifica come "una negazione dei crimini nazisti", che in Germania può essere perseguita come un reato. La sentenza è stata il risultato della causa civile intentata dalla biologa tedesca Marie-Luise Vollbrecht che accusò di diffamazione la Società Tedesca per l'Identità Trans e l'Intersessualità dopo che aver affermato che le persone transgender "non fossero vere vittime" dell'Olocausto. Alla fine, il tribunale ha stabilito che la donna doveva accettare le risposte date ai suoi commenti in cui veniva definita "negazionista". Laurie Marhoefer ha rilasciato una dichiarazione sul caso che non è stata però presentata alla corte, scrivendo: "sebbene ci sia un po' di variazione e disorganizzazione e la razza sia importante, vediamo qui un modello di violenza e oppressione da parte dello Stato, motivato da un'ostilità specifica verso le persone transgender".
Il 13 marzo 2024 l'autrice J.K. Rowling ha twittato una serie di risposte a un critico anonimo, il quale affermava che la Rowling stesse sostenendo ideali nazisti, date le sue opinioni sui diritti delle persone transgender, e negazionisti, asserendo che le persone transgender non furono prese di mira durante l'Olocausto. Questi tweet hanno spinto alcuni, tra cui l'avvocato per i diritti civili Alejandra Caraballo, ad accusarla di negazionismo dell'Olocausto. Il 14 marzo 2024 la Rowling rispose alle accuse in un post sul suo sito web personale, definendole "infondate e disgustose" e affermando di essere "sempre stata una convinta sostenitrice della comunità ebraica".

### Libri
- (EN) Paul R. Bartrop e Michael Dickerman, The Holocaust: An Encyclopedia and Document Collection [4 volumes], ABC-CLIO, 2017,  pp. 457–458, ISBN 978-1-4408-4084-5.
- (EN) Robert Beachy, Gay Berlin: birthplace of a modern identity, Alfred A. Knopf, 2014, ISBN 978-0307272102.
- Ralf Dose, Magnus Hirschfeld: The Origins of the Gay Liberation Movement, Monthly Review Press, 2014, ISBN 9781583674390.
- (DE) Magnus Hirschfeld, Jahrbuch für sexuelle Zwischenstufen, 1923.
- Laurie Marhoefer, Sex and the Weimar Republic: German Homosexual Emancipation and the Rise of the Nazis, University of Toronto Press, 2015.
- Joanne Meyerowitz, How Sex Changed: A History of Transsexuality in the United States., Harvard University Press, 2009, ISBN 9780674040960.
- William Jake Newsome, Pink Triangle Legacies: Coming Out in the Shadow of the Holocaust, Cornell University Press, 2022, DOI:10.1515/9781501765506, ISBN 9781501765506.
- Clayton J. Whisnant, Queer Identities and Politics in Germany: A History, 1880–1945, Springer, 2012, ISBN 9781939594099.
- Charlotte Wolff, Magnus Hirschfeld: A Portrait of a Pioneer in Sexology, Quartet Books, 1986, ISBN 0-7043-2569-1.

### Articoli
- Arnaud Alessandrin, Transidentities: the History of a Category, in Encyclopédie d'histoire numérique de l'Europe, 22 giugno 2020.
- vol. 42, DOI:10.1093/gerhis/ghad071,  https://oadoi.org/10.1093/gerhis/ghad071.
- (EN) Heike Bauer, The Hirschfeld Archives: Violence, Death, and Modern Queer Culture, Temple University Press, 2017, DOI:10.17613/M6M20D, ISBN 978-1439914335.
- Jasmine Bhinder e Prashant Upadhyaya, Urological Care for the Transgender Patient, 2021,  pp. 249–254, DOI:10.1007/978-3-030-18533-6_19, ISBN 978-3-030-18532-9.
- vol. 72, DOI:10.1093/hwj/dbr021, PMID 22206119,  https://oadoi.org/10.1093/hwj/dbr021.
- (EN) vol. 23, DOI:10.1080/19585969.2022.2042166, ISSN 1958-5969 (WC · ACNP), PMID 35860172,  https://oadoi.org/10.1080/19585969.2022.2042166.
- vol. 387, DOI:10.1016/S0140-6736(16)00517-1, PMID 26977480,  https://oadoi.org/10.1016/S0140-6736(16)00517-1.
- Magnus Hirschfeld, in Holocaust Encyclopedia, 17 dicembre 2021.
- vol. 195, DOI:10.1503/cmaj.231436, PMID 38081632,  https://oadoi.org/10.1503/cmaj.231436.
- vol. 121, DOI:10.1093/ahr/121.4.1167,  https://academic.oup.com/ahr/article/121/4/1167/2581601.
- https://aha.confex.com/aha/2020/webprogram/Paper27446.html.
- vol. 56, DOI:10.1017/S0008938923000468,  https://oadoi.org/10.1017/S0008938923000468.
- stefanmicheler.de,  http://www.stefanmicheler.de/wissenschaft/stm_zvlggbm.pdf. URL consultato il 31 marzo 2024.*  vol. 33, 2011, DOI:10.1097/TME.0b013e3182080ef4, PMID 21317698,  https://oadoi.org/10.1097/TME.0b013e3182080ef4.
- DOI:10.1093/pastj/gtac018,  https://oadoi.org/10.1093/pastj/gtac018.
- vol. 36, DOI:10.1111/1468-0424.12721,  https://oadoi.org/10.1111/1468-0424.12721.
- (DE) vol. 1, DOI:10.1553/BRGOE2014-1s172,  https://www.researchgate.net/publication/314458520.
- vol. 35, DOI:10.1353/gsr.2012.a478043,  https://www.jstor.org/stable/23269669.
- vol. 76, DOI:10.1093/jhmas/jrab037, ISSN 0022-5045 (WC · ACNP), PMID 34553224,  http://dx.doi.org/10.1093/jhmas/jrab037.

### Stampa
- https://www.reuters.com/article/idUSL8N34C2PZ/.
- (EN) The Forward,  https://forward.com/culture/549587/trans-book-burning-library-gay-pride/. URL consultato il 14 marzo 2024.
- harvardpublichealth.org,  https://harvardpublichealth.org/equity/to-protect-gender-affirming-care-we-must-learn-from-trans-history/. URL consultato il 31 marzo 2024.
- (EN) The Forward,  https://forward.com/culture/592580/j-k-rowling-holocaust-denial-trans/. URL consultato il 14 marzo 2024.
- (EN) france24.com,  https://www.france24.com/en/live-news/20230127-in-a-first-german-parliament-spotlights-nazis-lgbtq-victims. URL consultato il 14 marzo 2024.
- (EN) The Mary Sue,  https://www.themarysue.com/j-k-rowling-holocaust-denial-nazi-transphobic/. URL consultato il 14 marzo 2024.
- (EN) hmd.org.uk,  https://www.hmd.org.uk/resource/6-may-1933-looting-of-the-institute-of-sexology/. URL consultato il 14 marzo 2024.
- (EN) The Atlantic,  https://www.theatlantic.com/international/archive/2018/12/germany-berlin-gay-life/578653/. URL consultato il 14 marzo 2024.
- (DE) Berlin Street,  https://www.berlinstreet.de/9727. URL consultato il 31 marzo 2024.
- (EN) npr.org,  https://www.npr.org/2023/03/01/1160457191/a-pioneering-gender-affirming-health-institute-opened-in-1919-in-berlin. URL consultato il 14 marzo 2024.
- (EN) The Conversation,  https://theconversation.com/historians-are-learning-more-about-how-the-nazis-targeted-trans-people-205622. URL consultato il 14 marzo 2024.
- Il Messaggero,  https://www.ilmessaggero.it/italia/lucy_salani_transessuale_campi_concentramento_nazisti-7303719.html. URL consultato il 14 marzo 2024.
- (EN) mjhnyc.org,  https://mjhnyc.org/events/transgender-experiences-in-weimar-and-nazi-germany/. URL consultato il 19 giugno 2023.
- (EN) Vox,  https://www.vox.com/culture/23622610/jk-rowling-transphobic-statements-timeline-history-controversy. URL consultato il 16 marzo 2024.
- (EN) raumdernamen.mauthausen-memorial.org,  https://raumdernamen.mauthausen-memorial.org/index.php?id=4&p=52894&L=1. URL consultato il 14 marzo 2024.
- jkrowling.com,  https://www.jkrowling.com/opinions/statement-from-j-k-rowling-14th-march-2024/. URL consultato il 7 aprile 2024.
- (EN) Scientific American,  https://www.scientificamerican.com/article/the-forgotten-history-of-the-worlds-first-trans-clinic/. URL consultato il 14 marzo 2024.
- JSTOR Daily,  https://daily.jstor.org/publishing-queer-berlin/. URL consultato il 31 marzo 2024.
- (DE) Tagesschau,  https://www.tagesschau.de/inland/regional/berlin/rbb-was-wurde-aus-dora-100.html. URL consultato il 9 agosto 2023.
- (DE) Der Tagesspiegel,  https://www.tagesspiegel.de/berlin/prozess-um-tweet-zu-ns-verbrechen-umstrittene-biologin-der-humboldt-uni-unterliegt-vor-gericht-8863906.html. URL consultato il 14 marzo 2024.
- https://protomag.com/medical-history/a-rose-for-dora-richter/.
- encyclopedia.ushmm.org,  https://encyclopedia.ushmm.org/content/en/article/paragraph-175-and-the-nazi-campaign-against-homosexuality. URL consultato il 12 marzo 2023.